# Klbko (seriál)
Klubko je slovenský televizní seriál pro děti, vysílaný od roku 2008 na TV LUX. V každém díle seriálu se děti mohou dozvědět něco nového, obvykle jde o biblická a křesťanská témata, v novějších částech i ekologické a morální problémy společnosti. Seriál vytváří a produkuje televize LUX. V květnu 2020 měl seriál 8 řad a 96 dílů.